# 2020 в Угорщині
Події 2020 року в Угорщині.

## Керівники держави
- Президент: Янош Адер
- Прем'єр-міністр: Віктор Орбан
- Спікер Національної асамблеї: Ласло Кевер

## Події

### Січень
- 12 — 25 січня — у Будапешті відбувся Чемпіонат Європи з водного поло серед жінок[1].
- 12 — 26 січня — у Будапешті відбувся Чемпіонат Європи з водного поло серед чоловіків[2].
- 24 — 26 січня — у Дебрецені відбувся Чемпіонат Європи з шорт-треку[3].

### Лютий
- 8 лютого — LMP – Угорська партія зелених змінює назву з «Політика може бути іншою» на нинішню.

### Березень
- 4 березня — в Угорщині зареєстровано перші два випадки COVID-19[4].
- 11 березня — кількість випадків COVID-19 досягла 13. Уряд Угорщини оголосив надзвичайну медичну ситуацію в Угорщині з деякими обмеженнями для населення через зростання кількості випадків COVID-19[5].
- 30 березня — Національна асамблея Угорщини проголосувала за прийняття закону, який запровадить надзвичайний стан без обмеження часу, що надав прем'єр-міністру Віктору Орбану можливість видавати укази, призупиняти роботу парламенту без виборів і засуджуваим до тюремного ув'язнення за поширення фейкових новин та недотримання карантину[6].

### Травень
- 5 травня оголошено про перенесення Чемпіонату Європи з водних видів спорту, що мав відбутися в Будапешті з 11 до 24 травня на 10 — 23 травня 2020 року через пандемію COVID-19[7].
- 19 травня — Угорщина забороняє зміну статі народження в документах[8][9].
- 21 травня — двоє людей зарізані ножем на площі Ференца Деака в Будапешті[10]. Через приналежність жертв до ФК «Уйпешт» і передбачувану ромську приналежність нападника це вбивство викликало протести. Протести організовують футбольні ультрас і ультраправий рух «Наша Батьківщина»[11].

### Липень
- 19 липня — на гоночній трасі «Хунгароринг» в Будапешті відбулися автоперегони чемпіонату світу Формули-1 Формула-1 — Гран-прі Угорщини, на яких переміг Льюїс Гамільтон з команди «Мерседес»[12].

### Вересень
- 24 вересня — на стадіоні «Пушкаш Арена» в Будапешті відбувся 45-й розіграш Суперкубка УЄФА, в якому зустрілись переможець Ліги чемпіонів і Ліги Європи в сезоні 2019/20 «Баварія» (Мюнхен) і «Севілья» відповідно. Перемогу з рахунком 2:1 у додатковий час здобула німецька команда[13].

### Жовтень
- 22 жовтня — відкриття оновленої південної частини 3-ї лінії метро між станціями Неплігет і Кебанья-Кішпешт.

### Листопад
- 7 листопада — починається реконструкція середньої частини лінії метро 3-ї лінії метро між Нюгаті пайаудвар і Семмелвейс клінікс (станція метро).
- 29 листопада — депутат Європарламенту від Угорщини Йозеф Саєр йде у відставку після того, як його спіймала бельгійська поліція на гей-секс-вечірці в ніч на 27 листопада, що порушило місцеві правила щодо COVID-19[14].
- 30 листопада — Віктор Орбан випередив Кальмана Тису як прем'єр-міністра Угорщини, який найдовше керував урядом після 14 років і 145 днів перебування на посаді[15].

### Грудень
- 15 грудня — Національна асамблея Угорщини ухвалила закон, який фактично забороняє усиновлення одностатевими парами. Згідно з цим заходом, лише подружні пари можуть усиновлювати дітей, тоді як самотні люди повинні отримати спеціальний дозвіл на усиновлення від міністра у справах сім'ї. Законодавці також внесли зміни до Конституції Угорщини з новим визначенням сім'ї як союзу батька, який є чоловіком, і матір'ю, яка є жінкою[16][17][18].
- 27 грудня — розпочалася вакцинація проти COVID-19 населення Угорщини.

## Померли
- 23 лютого — Янош Гереч (нар. 8 травня 1939), угорський футболіст та футбольний тренер.
- 24 лютого — Іштван Чукаш (нар. 2 квітня 1936), угорський поет, письменник, лаурет премії ім. Лайоша Кошута.
- 29 лютого — Ева Секей (нар. 3 квітня 1927), угорська плавчиня, чемпіонка літніх Олімпійських ігор 1952 року на дистанції 200 м брасом, срібна медалістка літніх Олімпійських ігор 1956 року.
- 23 березня — Юлія Шигмонд (нар. 29 липня 1929), румунська актриса угорського походження, яка працювала в ляльковому театрі, есперантистка.
- 31 березня — Пешко Золтан (нар. 15 лютого 1937), угорський диригент і композитор-авангардист.
- 18 квітня — Ласло Падар (нар. 21 грудня 1943), угорський футбольний суддя. Арбітр ФІФА у 1977—1987 роках.
- 3 червня — Іштван Каус (нар. 18 серпня 1932), угорський фехтувальник на шпагах, олімпійський чемпіон 1964 року, дворазовий чемпіон світу.
- 7 червня — Петер Марот (нар. 27 травня 1945), угорський фехтувальник на шаблях, срібний та бронзовий призер Олімпійських ігор 1972 року.
- 18 червня — Тібор Бенедек (нар. 12 липня 1972), угорський ватерполіст, триразовий олімпійський чемпіон (2000, 2004, 2008).
- 12 липня — Лайош Сюч (нар. 10 грудня 1943), угорський футболіст та футбольний тренер. Чемпіон Літніх Олімпійських ігор 1968 року, срібний призер Літніх Олімпійських ігор 1972 року в складі збірної Угорщини.
- 12 листопада — Тібор Мерай (нар. 6 квітня 1924), угорський журналіст, письменник.
- 18 листопада — Бенке Ласло (нар. 12 червня 1943), угорський музикант, клавішник, композитор, учасник гурту Omega.
- 16 грудня — Кальман Шоварі (нар. 21 грудня 1940), угорський футболіст, що грав на позиції захисника.